# チェリニョーラ
チェリニョーラ（イタリア語: Cerignola）は、イタリア共和国プッリャ州フォッジャ県にある都市で、その周辺地域を含む人口約5万8000人の基礎自治体（コムーネ）。

## 地理

### 位置・広がり
フォッジャ県南東部に位置するコムーネ。

#### 隣接コムーネ
隣接するコムーネは以下の通り。括弧内のBTはバルレッタ＝アンドリア＝トラーニ県、PZはポテンツァ県（バジリカータ州）所属を示す。
- アスコリ・サトリアーノ
- カノーザ・ディ・プーリア (BT)
- カラペッレ
- フォッジャ
- ラヴェッロ (PZ)
- マンフレドーニア
- オルドーナ
- オルタ・ノーヴァ
- サン・フェルディナンド・ディ・プーリア (BT)
- ストルナーラ
- ストルナレッラ
- トリニターポリ (BT)
- ザッポネータ

## 歴史
第二次イタリア戦争（ナポリ継承戦争）中の1503年、当地でフランス軍とスペイン軍の戦いが行われた（チェリニョーラの戦い）。ゴンサロ・フェルナンデス・デ・コルドバ率いるスペイン軍は、ヌムール公ルイ・ダルマニャック率いるフランス軍を破ってヌムール公を敗死させた。スペイン軍の火縄銃兵が、フランスの重装騎兵を退けた戦いであり、ヨーロッパにおいて火器が勝負を決した最初の戦闘の1つとされる。

## 行政

### 分離集落
チェリニョーラには、以下の分離集落（フラツィオーネ）がある。
- Angeloni, Borgo Libertà, Borgo Tressanti, Cerignola Campagna, La Pila, Montaltino, Moschella, Posta Incorvera, Posta Uccello, Pozzo Terraneo, Salice, San Giovanni in Fonte, San Michele delle Vigne, Tannioa

## 姉妹都市
- ヴィッツィーニ、イタリア 1997年
- en:Montilla、スペイン 2003年
- ヌムール、フランス 2003年
- カノーザ・ディ・プーリア、イタリア 2012年

2003年の2つの姉妹都市提携は、チェリニョーラの戦い500周年を記念したものである。モンティーリャはスペイン軍指揮官ゴンサロ・フェルナンデス・デ・コルドバの出生地であり、ヌムールはフランス軍指揮官ルイ・ダルマニャックの封地である。